# Championnat de Bulgarie de football 1938-1939
Navigation
Saison précédente Saison suivante
La saison 1938-1939 du Championnat de Bulgarie de football était la 15e édition du championnat de première division en Bulgarie. Elle déroule sous forme d'une poule unique de dix équipes qui s'affrontent en matchs aller et retour sur toute la saison. À la fin de la compétition, les deux derniers du classement sont relégués et remplacés par les deux meilleurs clubs de deuxième division.
Cette saison, c'est le PFC Slavia Sofia qui remporte le titre en terminant en tête du classement, avec un point d'avance sur les deux clubs de la ville de Varna, Ticha Varna le tenant du titre et le SK Vladislav Varna. Il s'agit du 4e titre de champion de Bulgarie de l'histoire du Slavia.

## Les 10 clubs participants
| - PFK Levski Sofia - PFC Slavia Sofia - Ticha Varna - Levski Ruse - Shipka Sofia - SK Vladislav Varna - AS 23 Sofia - Promu de D2 - Chernomorets Burgas - Sportsclub Plovdiv - Promu de D2 - FK 13 Sofia |

## Compétition

### Classement
Le barème de points utilisé pour établir le classement est le suivant :
- victoire : 2 points
- match nul : 1 point
- défaite : 0 point

| Rang | Équipe               | Pts | J  | G  | N | P  | Bp | Bc | Diff |
| ---- | -------------------- | --- | -- | -- | - | -- | -- | -- | ---- |
| 1    | PFC Slavia Sofia     | 23  | 18 | 11 | 1 | 6  | 30 | 25 | +5   |
| 2    | SK Vladislav Varna   | 22  | 18 | 9  | 4 | 5  | 26 | 15 | +11  |
| 3    | Ticha Varna T        | 22  | 18 | 9  | 4 | 5  | 18 | 18 | 0    |
| 4    | AS 23 Sofia P        | 21  | 18 | 10 | 1 | 7  | 38 | 25 | +13  |
| 5    | Sportsclub Plovdiv P | 20  | 18 | 8  | 4 | 6  | 28 | 21 | +7   |
| 6    | PFK Levski Sofia     | 18  | 18 | 8  | 2 | 8  | 29 | 25 | +4   |
| 7    | Levski Ruse          | 18  | 18 | 6  | 6 | 6  | 28 | 25 | +3   |
| 8    | FK 13 Sofia          | 17  | 18 | 6  | 5 | 7  | 28 | 27 | +1   |
| 9    | Shipka Sofia C       | 15  | 18 | 6  | 3 | 9  | 28 | 28 | 0    |
| 10   | Chernomorets Burgas  | 4   | 18 | 0  | 4 | 14 | 17 | 61 | -44  |

|  | Vainqueur du championnat de Bulgarie 1938-1939                                           |
|  | T : Tenant du titre C : Vainqueur de la Coupe de Bulgarie P : Promu de deuxième division |

- La victoire du Shipka Sofia en finale de la Coupe de Bulgarie permet au club d'éviter la relégation.

## Bilan de la saison
| Championnat de Bulgarie de football 1938-1939 |                             |
| Champion                                      | PFC Slavia Sofia (4e titre) |
| Coupes et trophées                            |                             |
| Vainqueur de la Coupe de Bulgarie 1938-1939   | Shipka Sofia                |
| Promotions et relégations                     |                             |
| Promus en A PFL                               | ZhSK Sofia                  |
| Relégués en B PFL                             | Chernomorets Burgas         |